# UFC 197
UFC 197: Jones vs. St. Preux（ユーエフシー・ワンナインティセブン：ジョーンズ・バーサス・サンプルー）は、アメリカ合衆国の総合格闘技団体「UFC」の大会の一つ。2016年4月23日、ネバダ州ラスベガスのMGMグランド・ガーデン・アリーナで開催された。

## 大会概要
本大会では、王者のジョン・ジョーンズと挑戦者のオヴィンス・サンプルーによるUFC世界ライトヘビー級暫定王座決定戦、王者のデメトリアス・ジョンソンと挑戦者のヘンリー・セフードによるUFC世界フライ級タイトルマッチが組まれた。
Legacy FCヘビー級王者コーディ・イーストがUFCデビュー。

## 試合結果

### アーリープレリム
第1試合 ライト級ワンマッチ 5分3R
○  ケビン・リー vs.  エフレイン・エスクデロ ×
3R終了 判定3-0（29-28、29-28、29-28）
第2試合 ライトヘビー級ワンマッチ 5分3R
○  マルコス・ホジェリオ・ジ・リマ vs.  クリント・ヘスター ×
1R 4:35 肩固め
第3試合 ヘビー級ワンマッチ 5分3R
○  ウォルト・ハリス vs.  コーディ・イースト ×
1R 4:18 TKO（左フック→パウンド）

### プレリミナリーカード
第4試合 ライト級ワンマッチ 5分3R
○  ジェームス・ヴィック vs.  グライコ・フランサ ×
3R終了 判定3-0（29-28、29-28、30-27）
第5試合 女子ストロー級ワンマッチ 5分3R
○  カーラ・エスパルザ vs.  ジュリアナ・リマ ×
3R終了 判定3-0（30-27、30-27、30-27）
第6試合 ウェルター級ワンマッチ 5分3R
○  ダニー・ロバーツ vs.  ドミニク・スティール ×
3R終了 判定3-0（29-28、29-28、29-28）
第7試合 フライ級ワンマッチ 5分3R
○  セルジオ・ペティス vs.  クリス・ケレイデス ×
3R終了 判定3-0（30-27、30-27、30-27）

### メインカード
第8試合 フェザー級ワンマッチ 5分3R
○  ヤイール・ロドリゲス vs.  アンドレ・フィリ ×
2R 2:15 KO（左ハイキック）
第9試合 ミドル級ワンマッチ 5分3R
○  ロバート・ウィテカー vs.  ハファエル・ナタウ ×
3R終了 判定3-0（29-28、30-27、30-27）
第10試合 ライト級ワンマッチ 5分3R
○  エジソン・バルボーザ vs.  アンソニー・ペティス ×
3R終了 判定3-0（29-28、29-28、30-27）
第11試合 UFC世界フライ級タイトルマッチ 5分5R
○  デメトリアス・ジョンソン vs.  ヘンリー・セフード ×
1R 2:49 TKO（ボディへの膝蹴り）
※ジョンソンが8度目の防衛に成功。
第12試合 UFC世界ライトヘビー級暫定王座決定戦 5分5R
○  ジョン・ジョーンズ vs.  オヴィンス・サンプルー ×
5R終了 判定3-0（50-44、50-45、50-45）
※ジョーンズが王座獲得に成功。

### 各賞
ファイト・オブ・ザ・ナイト： ダニー・ロバーツ vs. ドミニク・スティール
パフォーマンス・オブ・ザ・ナイト： デメトリアス・ジョンソン、ヤイール・ロドリゲス
各選手にはボーナスとして5万ドルが授与された。

### カード変更
負傷などによるカードの変更は以下の通り。
- ジェシカ・アギラー → カーラ・エスパルザ（第6試合）

- ダニエル・コーミエ → オヴィンス・サンプルー（第12試合）